# Lac Quidi Vidi
Le lac Quidi Vidi est un lac de 1 600 m de long situé à l'extrémité orientale de la ville de Saint-Jean de Terre-Neuve au Canada. Annuellement, il est l'hôte de la Royal St. John's Regatta (en), la plus ancienne compétition sportive à se tenir à chaque année de manière continue en Amérique du Nord.